# Liste von Nestlé-Marken
Dies ist eine Auswahl von zu Nestlé gehörenden Marken. Die Liste ist nach Kategorien sortiert. Marken, die mehrere Produktkategorien abdecken, erscheinen mehrfach.
Die Firma mit Sitz in Vevey, Schweiz ist hauptsächlich in der Lebensmittelindustrie tätig und zählt zu den weltgrößten Nahrungsmittelkonzernen.
Nestlé verfügt nach eigenen Angaben weltweit über 2 000 Marken.

## Frühstücksflocken
- Cheerios (außerhalb der USA, Kanada und Australien)
- Chocapic
- Cini Minis (und Golden Minis sowie Cini Minis Crazy Crush)
- Cini Minis Crazy Crush
- Cinnamon Toast Crunch
- Clusters
- Cookie Crisp
- Fitnesse
- Force Flakes
- Gold Flakes
- Golden Grahams
- Golden Minis
- Golden Morn (Nigeria)
- Golden Nuggets
- Honey Nut Cheerios (außerhalb der USA, Kanada und Australien)
- Honey Stars
- Koko Krunch
- Lion und Lion Wild Crush
- Milo Cereals
- Nesquik Cereal
- Nestlé Corn Flakes
- Nestlé Crunch
- Oat Cheerios
- Shreddies (außer Deutschland)
- Shredded Wheat (außer Deutschland)
- Trix

## Molkerei
- Acti-V (Philippinen)
- Fruit Selection Yogurt (Philippinen)
- Hirz (Schweiz)
- La Laitière (Frankreich; auch Kekse und Speiseeis)
- LC1
- Longa Vida (Portugal)
- Molico (Brasilien)
- Munch Bunch
- Ski

## Kaffee
- Blue Bottle (USA)[3]
- Blue Bottle Coffee Company (Beteiligung, USA & Japan)
- Bonka
- Buondi (Portugal)
- Christina (Portugal)
- Dolca (Argentinien)
- Dolce Gusto
- Ecco (Peru, Chile)
- El Chaná (Uruguay)
- International Roast
- Kirma (Peru)
- Loumidis (Griechenland)
- Nescafé
- Nespresso
- Partner’s Blend
- Ricoffy
- Ricoré
- Ristretto
- Shrameet
- Sical
- Sunrise (Indien)
- Taster’s Choice
- Tofa
- Zoégas
- Starbucks: Abgepackter Kaffee (Seattle’s Best Coffee®, Starbucks VIA® Instant, Torrefazione Italia®, K-Cup®) außerhalb der Starbucks-Filialen

## Wasser
- siehe auch Liste von Nestlé-Markennamen (Wasser)

## Weitere Getränke
- Nestea
- Enviga
- Milo
- Carnation
- Caro
- Chocolate D’Onofrio (Peru)
- Chuckie Chocolate Drink (Philippinen)
- Cocoa D’Onofrio (Peru)
- Nesquik
- Nescao (Argentinien, Peru)
- Nescau (Brasilien)
- Nesfruta (Philippinen)
- Vascolet (Uruguay)
- Libby’s
- Growers Direct Organic Fruit Juices
- Good Host
- Juicy Juice
- Ovaltine (nur USA)
- Ski up and go (Yogurt and Cereal drink)
- Supligen (Karibik)
- Special-T (Europa, Japan)
- Teavana (von Starbucks)
- Cowabunga (Synthetische Milch)

## Ungekühlt haltbar
- Alpine (Philippinen) (an Alaska Milk Corporation verkauft 2007)
- Bärenmarke (an Hochwald verkauft 2003)
- Bear Brand
- Carnation (an Alaska Milk Corporation verkauft 2007)
- Christie
- Coffee-Mate
- Dancow
- Emswiss
- Gloria
- Glücksklee (an Hochwald verkauft)
- Ideal (Peru)
- Klim
- Krem-Top (Philippinen) (an Alaska Milk Corporation verkauft 2007)
- La Lechera
- Liberty Condensada (Philippinen) (an Alaska Milk Corporation verkauft 2007)
- Milchmädchen
- Milkmaid (an Alaska Milk Corporation verkauft 2007)
- Milo
- Moça (Brasilien)
- Molico (jetzt Svelty)
- Nespray
- Nestlé All-Purpose Cream (Philippinen)
- Nestlé Cream (Philippinen)
- Nesvita
- Nestlé Omega Plus
- Nido
- Ninho
- Stalden (Schweiz)
- Svelty

## Gekühlt
- Bear Brand Probiotic (Philippinen)
- Chamyto (Brasilien, Mexiko, Chile, Philippinen)
- Chandelle (Brasilien, Chile)
- Chiquitín (Mexiko, Chile)
- Club (Mexiko)
- Hirz (Schweiz)
- La Laitière (Frankreich, Belgien)
- La Lechera (Spanien, Mexiko)
- LC1 (Schweiz)
- Le Viennois (Frankreich, Belgien, Schweiz)
- Moça (Brasilien)
- Molico (Brasilien, jetzt Svelty)
- Munch Bunch (Großbritannien)
- Nesvita (Philippinen, Indien)
- Ninho (Brasilien)
- Ski
- Sollys (Brasilien)
- Sveltesse (Frankreich)
- Svelty (Mexiko)
- Yoco

## Eiscreme
- Åhusglass (Schweden)
- Camy
- Δέλτα (Griechenland)
- D’Onofrio (Peru)
- Dibs
- Dreyer’s
- Drumstick
- Edy’s
- Frigor (Argentinien)
- Fruit Selection Yogurt (Philippinen)
- Frisco
- Häagen-Dazs (Nordamerika, Großbritannien und Schweiz)
- Heaven (Philippinen)
- Hemglass (Schweden)
- Janny’s Eis
- Kotijäätelö (Finnland)
- Kimo (Ägypten)
- Kimy (Philippinen)
- Maxibon
- Motta
- Mövenpick (Schweiz)
- Mivvi
- Drumstick – The Original Sundae Cone
- Nestlé Princessa (Polen)
- Peters (Australien)
- Push-Up
- Savory (Chile)
- Schöller
- Skinny Cow
- Sorbetes (Philippinen)
- Temptations (Philippinen)
- Underground is (Dänemark)
- Valiojäätelö (Finnland)
- zer0% Fat (Philippinen)

## Essen für Kleinkinder
- Alete
- Alfare
- Beba
- Bona (Finnland)
- Cerelac
- Farinha Láctea (Brasilien)
- FM 85
- Gerber
- Good Start
- Guigoz
- Lactogen
- Milasan
- Nan
- NAN HA
- NanSoy
- Neslac
- Nestogen
- Nestum (Portugal)
- Nido
- Piltti (Finnland)
- PreNan

## Leistungsernährung
- Musashi (Markenname)
- Neston
- Nesvita
- Pria (Markenname)
- Supligen

## Gesundheitsernährung
- Boost
- Carnation Instant Breakfast
- Compleat
- Crucial
- Diabetisource
- Fibersource
- Glytrol
- Impact
- Isosource
- Nutren
- Optifast
- Peptamen
- Pure encapsulations
- Resource

## Saucen
- Buitoni
- Carpathia
- Chef
- Haoji
- Maggi
- Thomy
- Totole
- Winiary (Polen)

## Gewürze
- Ankerkraut[4]
- Maggi

## Tiefkühlkost
- Buitoni
- California Pizza Kitchen Frozen
- DiGiorno Pizza
- Findus (Markenname) (Schweden)
- Hot Pockets
- Jack’s Pizza
- La Cocinera (Spanien), 2015 an Findus Spain verkauft
- Lean Cuisine
- Lean Pockets
- Papa Giuseppi
- Stouffer’s
- Tombstone Pizza
- Original-Wagner-Pizza

## Kühlschrankprodukte
- Buitoni
- Garden Gourmet (Fleischimitate etc.[5][6])
- Herta (Ende 2019 verkauft an Casa Tarradellas, aber Nestlé hält eine 40%ige Minderheitsbeteiligung)[7]
- Leisi
- Toll House

## Schokolade und Gebackenes
- Choco Crossies
- 100 Grand Bar
- Aero
- After Eight
- Allens
- Animal Bar
- Baby Ruth
- Bertie Beetle (Australien)
- Big Turk (Kanada)
- Bon Pari (Slowakei, Tschechien, Polen, Ungarn)
- Cailler
- Capri (Chile)
- Caramac
- Carlos V
- Charge (Brasilien)
- Chips Ahoy! (Kanada)
- Choclait Chips (Deutschland)
- Chocolate Surpresa (Brasilien)
- Chokito (Brasilien, Schweiz und Australien)
- Cocosette (Venezuela)
- Coffee Crisp (Kanada)
- Chunky
- D’Onofrio (Peru)
- Damak (Türkei)
- Drifter
- Fizzfindle
- Frigor
- Galak
- Goobers
- Heaven
- Hercules Bars (Disney)
- Joff
- JoJo (Slowakei, Tschechien, Polen)
- Icebreakers
- KitKat (außer USA, wo es ein Hershey-Company-Produkt ist)
- Lion
- Lollo (Brasilien)[8]
- Matchmakers
- Milkybar (Indien)
- Minties (Australien)
- Mirage
- Moça (Brasilien)
- Munch (Indien)
- Munchies
- Negresco (Brasilien)
- Negrita (Chile)
- Nestlé Alpine White
- Nestlé with Almonds
- Nestlé Crunch
- Nestlé Crunch Crisp
- Nestlé Crunch with Caramel
- Nestlé Crunch with Peanuts (Limited Edition)
- Nestlé Crunch Pieces
- Nestlé Crunch White
- Nestlé Milk Chocolate
- Nestlé Princessa
- Nestlé Wonder Ball
- Nestlé Yes (Deutschland)
- Nips
- Nuts (Europa)
- Oh Henry (außer USA)
- Orion (chocolate) (Slowakei, Tschechien)
- Peppermint Crisp
- Perugina Baci
- Polo
- Prestígio (Chile, Brasilien)
- Princessa (Polen)
- Quality Street
- Raisinets
- Rolo (außer USA, wo es ein Hershey-Company-Produkt ist)
- Rowntrees
  - Fruit Pastilles
  - Jelly Tots
  - Pick & Mix
  - Randoms
  - Fruit Gums
  - Tooty Frooties
  - Juicy Jellies
- Sahne Nuss (Chile)
- Sensação (Brasilien)
- Snowcaps
- Smarties
- Suflair (Brasilien)
- Sundy (Frankreich)
- Super 8 (Chile)
- Susy (Venezuela)
- Svitoch (Ukraine)
- Szerencsi (Ungarn)
- Tango (Ecuador)
- Tango Mini Galletas (Ecuador)
- Texan Bar
- Toffee Crisp
- Toll House Chocolate Chip Cookies
- Trencito (Chile)
- Walnut Whip
- Violet Crumble
- Yorkie
- Wonka-Süsswarenmarken
  - Bottle Caps
  - Donutz
  - Fizzy Jerks
  - FruiTart Chews
  - Fun Dip
  - Gobstoppers
  - Laffy Taffy
  - Lik-M-Aid
  - Nerds
  - Nerds Gumballs
  - Nerds Rope
  - Oompas
  - Pixy Stix
  - Rainbow Nerds
  - Runts
  - SweeTarts
  - SweeTarts Rope
  - SweeTarts Shockers
  - Tart ’n’ Tinys
  - Thrills
  - Wonka Bars
  - Wonka Xploders
- XXX Mints
- Yes Torty

## Foodservice-Produkte
- Chef-Mate
- Davigel
- Minor’s
- Santa Rica
- Janny’s Eis

## Tierfutter
- Alpo
- Beneful
- Cat Chow
- Dog Chow
- Fancy Feast
- Felix
- Friskies
- Go Cat
- Butchers
- Bakers
- Winalot
- Gourmet
- Mighty Dog
- Mon Petit
- ONE
- Pro Plan
- Purina
- Tidy Cats
- Terra Canis
- Tails.com (Purina hält die Mehrheit der Anteile)

## Arzneimittel
- Azzalure
- Dysport
- Benzac
- Differin und Epiduo
- die Marken der Firma Galderma
- Loceryl
- Mirvaso
- Restylane
- Soolantra
- Cogniket

## Beteiligungen
- Nestlé besitzt rund 20 % des größten Kosmetikherstellers der Welt, L’Oréal.[9]
- Nestlé hielt von 1984 bis 2015 eine Beteiligung von zuletzt 20 % an der ausgegliederten Kaffeesparte von Dallmayr.[10]
- Froneri (50%)
- Yfood[11]